# Snoop Dogg
Калвин Кордозар Броудус Млађи (енгл. Calvin Cordozar Broadus Jr.; Лонг Бич, 20. октобар 1971), познатији под псеудонимом Снуп Дог, је амерички хип хоп музичар, глумац и продуцент.

## Биографија
Надимак је добио од своје мајке која га је прозвала Снупи по јунаку цртане серије Чарли Браун и Снупи шоу. На почетку његове каријере уметничко име му је био Снуп Доги Дог (енгл. Snoop Doggy Dogg) да би 1998. године, након напуштања матичне издавачке куће Дет роу рекордс скратио име на Снуп Дог. Такође је познат по томе што је популаризовао сленг термин „-изл“, који се користи као суфикс или инфикс. Музиком је почео да се бави заједно са својим пријатељем Вореном Џијем, иначе полубратом познатог репера Др. Дреа који је одмах уочио његов квалитет. Познат је и као велики пријатељ покојног Тупака Шакура. Поред соло каријере био је члан група 213 и Дог Паунд Гангста (Ди-Пи-Џи).
Његов рођак Нејт Дог је такође био успешан ритам и блуз певач.

## Дискографија
Студијски албуми
- Doggystyle (1993)
- Tha Doggfather (1996)
- Da Game Is to Be Sold, Not to Be Told (1998)
- No Limit Top Dogg (1999)
- Tha Last Meal (2000)
- Paid tha Cost to Be da Boss (2002)
- R&G (Rhythm & Gangsta): The Masterpiece (2004)
- Tha Blue Carpet Treatment (2006)
- Ego Trippin' (2008)
- Malice n Wonderland (2009)
- Doggumentary (2011)
- Reincarnated (2013)
- Bush (2015)
- Coolaid (2016)
- Neva Left (2017)
- Bible of Love (2018)
- I Wanna Thank Me (2019)